# Équipe de Nouvelle-Zélande de football australien
L'équipe de Nouvelle-Zélande de football australien (anglais : New Zealand national Australian rules football team, maori de Nouvelle-Zélande : tīmi whutupaoro Ahitereiria o Aotearoa), surnomée les Hawks (maori de Nouvelle-Zélande : ngā Kāhu, litt. « Faucons »), représente la Nouvelle-Zélande dans le football australien international. L'équipe est l'une des équipes nationales de football australien les plus titrées au monde.